# Navă stelară

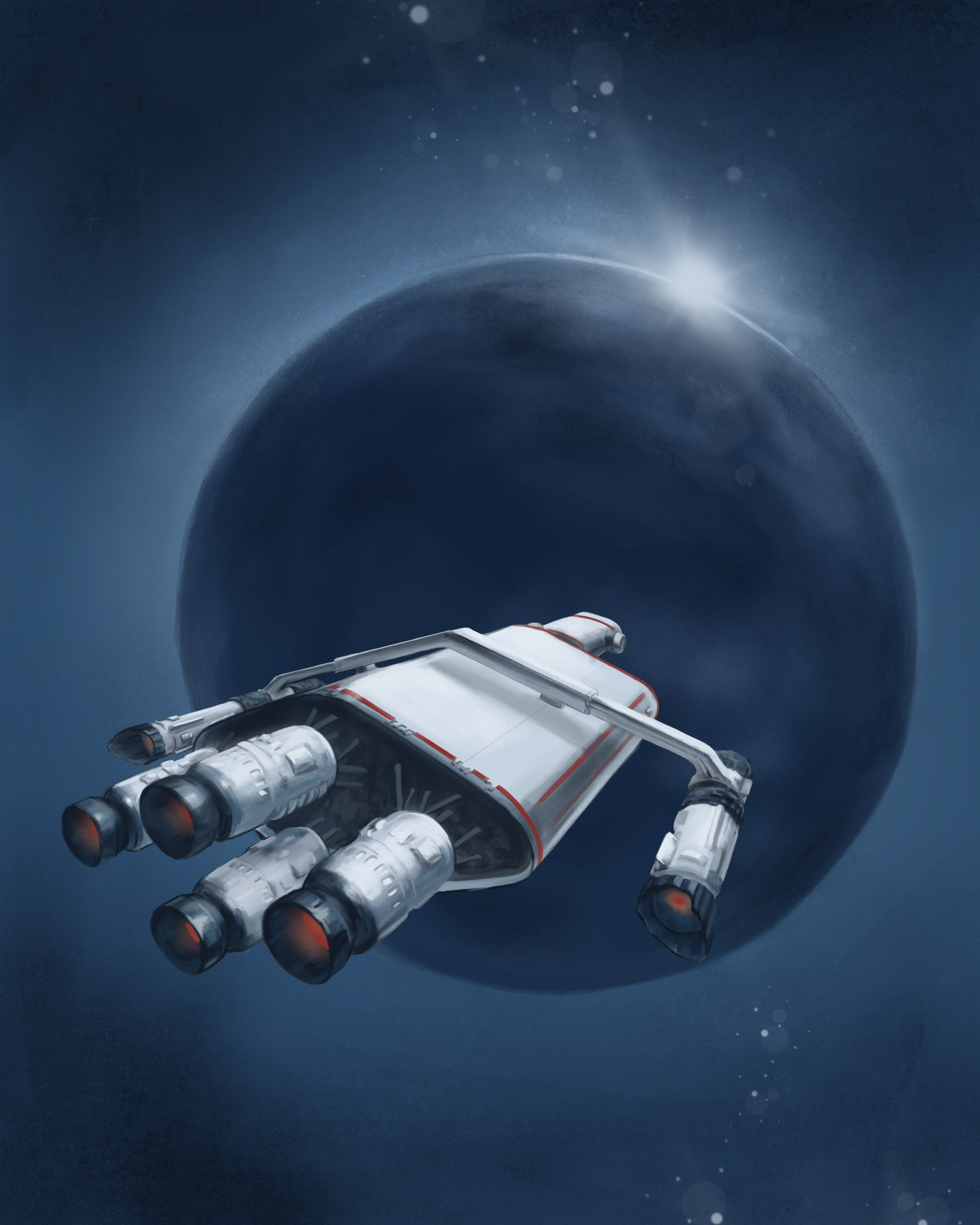
Reprezentare artistică a unei nave stelare fictive

O navă spațială, o navă stelară sau o navă spațială interstelară este o navă spațială teoretică concepută pentru a călători între sisteme planetare. Termenul se găsește mai ales în științifico-fantastic. O referință la o „navă stelară” apare încă din 1882 în Oahspe: A New Bible de John Ballou Newbrough.
În timp ce sondele Voyager și Pioneer ale NASA au călătorit în spațiul interstelar local, scopul acestor nave fără echipaj a fost în mod specific interplanetar și nu se prevede că vor ajunge vreodată într-un alt sistem stelar; sonda Voyager 1 va trece pe lângă steaua Gliese 445 la o distanță de 1,6 ani lumină peste aproximativ 40.000 de ani. Mai multe proiecte preliminare pentru nave spațiale au fost întreprinse prin inginerie exploratorie, folosind studii de fezabilitate cu tehnologie modernă sau tehnologie care se presupune că va fi disponibilă în viitorul apropiat.
În aprilie 2016, oamenii de știință au anunțat Breakthrough Starshot⁠(d), un program Breakthrough Initiatives⁠(d), pentru a dezvolta ca o dovadă a conceptului o flotă de nave spațiale cu vele ușoare de dimensiuni mici, StarChip, capabilă să facă călătoria către Alpha Centauri, cel mai apropiat sistem stelar, la viteze între 20% și 15% din viteza luminii, având astfel nevoie de 20 - 30 de ani pentru a ajunge în sistemul stelar respectiv, de asemenea ar dura aproximativ încă 4 ani pentru a anunța Pământul despre o sosire reușită.

## Cercetări

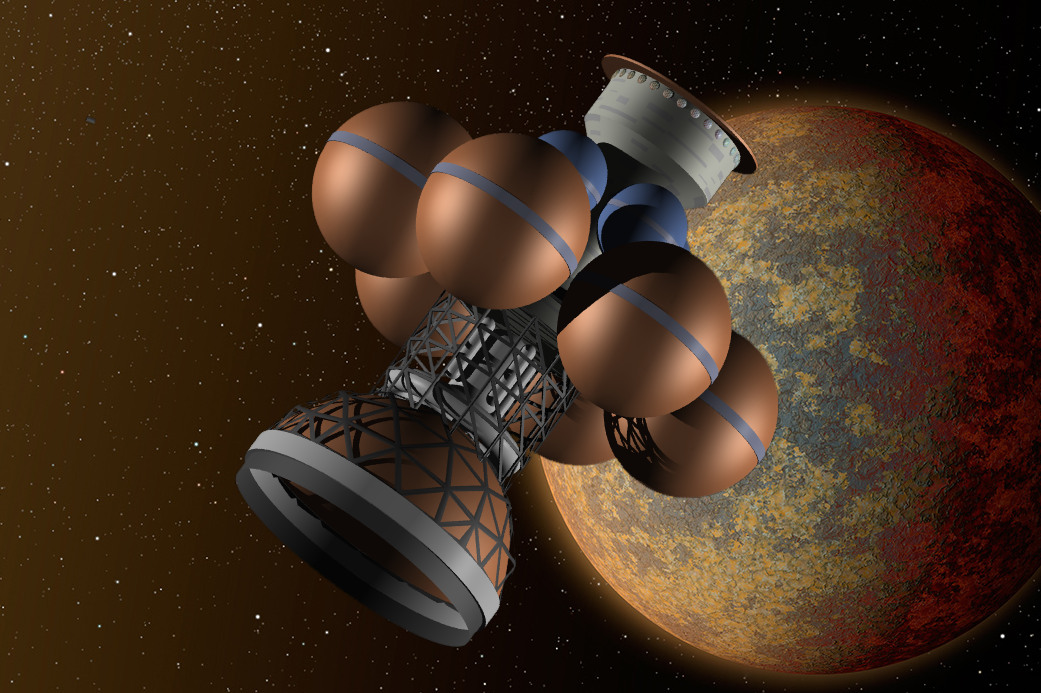
Concepție artistică a Proiectul Daedalus al Societății Interplanetare Britanice (1978), o sondă interstelară alimentată prin fuziune nucleară

Pentru a călători între stele într-un timp rezonabil, folosind o tehnologie asemănătoare rachetei, este nevoie de un jet cu o viteză eficientă de evacuare foarte mare și o energie enormă pentru a alimenta acest lucru care ar putea fi furnizată prin fuziune sau antimaterie.
Există foarte puține studii științifice care investighează problemele legate de construirea unei nave stelare. Câteva exemple în acest sens includ:
- Proiectul Orion (1958–1965), nave spațiale interplanetare cu echipaj
- Proiectul Daedalus (1973–1978), sondă interstelară fără echipaj
- Proiectul Longshot (1987–1988), sondă interstelară fără echipaj
- Proiectul Icarus (2009–2014), sondă interstelară fără echipaj
- Hundred-Year Starship⁠(d) (Navă stelară de o sută de ani) (2011), navă interstelară cu echipaj

Statoreactorul Bussard este un tip de motor care folosește fuziunea nucleară a gazului interstelar pentru a propulsie, și care colectează acest gaz cu o pâlnie electromagnetică, folosindu-se de viteza navei pentru a colecta cantitățile necesare.
Într-un număr din octombrie 1973 al revistei Analog, a fost descrisă nava Enzmann care ar folosi bile din deuteriu înghețat de 12.000 de tone pentru a alimenta unitățile de propulsie cu impulsuri. De două ori mai lungă ca Empire State Building și asamblată pe orbită, nava spațială propusă ar face parte dintr-un proiect mai amplu precedat de sonde interstelare și de observare telescopică a sistemelor stelare țintă.
Programul NASA Breakthrough Propulsion Physics (1996–2002) a fost un studiu științific profesional care a examinat sisteme avansate de propulsie a navelor spațiale.

## În ficțiune
O temă obișnuită în științifico-fantastic este un sistem de propulsie mai rapid decât lumina (cum ar fi unitatea warp) sau călătoria prin hiperspațiu.  Cu toate acestea, alte nave stelare fictive sunt echipate pentru călătorii de secole la viteze mai mici decât lumina. 
Alte modele propun o modalitate de a aduce nava treptat aproape de viteza luminii, permițând călătorii relativ „rapide” (adică zeci de ani, nu secole) către stelele mai apropiate. 
Exemple de tipuri de nave stelare:  
- Nave dormitor (sleeper): nave în care ocupanții sunt în criostază sau stază temporală în timpul unei călătorii lungi. Acestea includ sisteme bazate pe crionică care îngheață pasagerii pe toată durata călătoriei. Acesta este un trop comun în science-fiction, exemple notabile sunt „To Sleep in a Sea of Stars⁠(d)” de Christopher Paolini și „Looking Backward” de  Edward Bellamy
- Nave generație: nave în care la destinație ajung descendenții (descendenților) pasagerilor inițiali. Aceste nave ar trebui neapărat să fie auto-susținute și auto-întreținute, posibil, timp de mii de ani. Exemple notabile în ficțiune: nava Godspeed din romanul Across the Universe de Beth Revis⁠(d) (și continuările ulterioare) și Vanguard din Orphans of the Sky de Robert A. Heinlein.
- Nave relativiste: nave care funcționează pe baza dilatării timpului la viteze apropiate de cea a luminii, astfel încât călătoriile lungi vor părea mult mai scurte (totuși necesită aceeași perioadă de timp pentru observatorii din afară).
- Frame Shift: nave care profită de faptul că anumite dimensiuni sunt mai puțin „pliate” decât altele, pentru a permite o călătorie mai scurtă prin schimbarea sistemului de referință într-o dimensiune mai înaltă, mai plată, pentru a reduce timpul de călătorie. În general, acest lucru are ca rezultat viteze apropiate (dar nu mai mari decât) viteza luminii.
- Nave superluminice: nave care ajung la o destinație mai repede decât viteza luminii (folosind scurtături interdimensionale, găuri de vierme etc). După cunoștințele actuale bazate pe teoria relativității, călătoriile superluminice ar fi imposibile.

### Posibilități teoretice
Unitatea Alcubierre este un motor speculativ de tip warp presupus de fizicianul mexican Miguel Alcubierre⁠(d) într-o lucrare din 1994 care nu a fost revizuită colegial. Lucrarea sugerează că spațiul însuși ar putea fi deformat topografic pentru a crea o regiune locală de spațiu-timp în care regiunea dinaintea „bulei warp” este comprimată, lăsată să-și reia normalitatea în interiorul bulei și apoi extinsă rapid în spatele bulei, creând un efect care ar avea ca rezultat aparent o călătorie superluminică, dar fără a contrazice ecuațiile relativității generale și fără a introduce concepte cum ar fi găurile de vierme. Cu toate acestea, construcția efectivă a unei astfel de unități s-ar confrunta cu alte dificultăți teoretice serioase.

## Exemple fictive
Există nave care sunt cunoscute la scară largă în diferite francize științifico-fantastice. Cea mai proeminentă utilizare culturală și una dintre cele mai vechi utilizări comune ale termenului navă stelară (starship) a fost în Star Trek: Seria originală.

### Nave individuale
(Această listă nu este exhaustivă.)
- Axiom (WALL-E)
- Battlestar Galactica (Battlestar Galactica)
- High Charity⁠(d) (Halo Series⁠(d))
- Hyperion⁠(d) (StarCraft)
- Jupiter 2 (Lost In Space)
- Long Shot⁠(d) (Ringworld)
- Moya⁠(d) (Farscape)
- NSEA Protector (Galaxy Quest)
- SDF-1 Macross⁠(d) (The Super Dimension Fortress Macross⁠(d))
- SSV Normandy⁠(d) (Mass Effect⁠(d))
- UNSC Infinity⁠(d) (Halo Series⁠(d))
- USG Ishimura⁠(d) (Dead Space)
- Yamato (Space Battleship Yamato/Star Blazers⁠(d))

### Grupuri de nave
- Navele din Star Trek
  - USS Defiant (Star Trek: Deep Space Nine)
  - USS Discovery
  - USS Enterprise (various)
  - USS Voyager (Star Trek: Voyager)
  - Klingon starships⁠(d)
- Navele din Star Wars
  - Millennium Falcon⁠(d)
  - Star Destroyer⁠(d)s
- The Reapers⁠(d) (Mass Effect⁠(d))